# HSBC
HSBC Holdings er en britisk bankkoncern. Den har hovedkontor i London. Historien går tilbage til Hongkong and Shanghai Banking Corporation, en bank grundlagt af skotten Thomas Sutherland for at finansiere britisk handel i det fjerne østen i 1865.
Banken var med til at finansiere handelen med opium.

## Den schweiziske lækage
I februar 2015 dokumenterede en række samarbejdende medier (herunder The Guardian og Politiken) , hvordan HSBC's schweiziske filial systematisk rådgav private banking-kunder i skatteunddragelse. Dokumenterne var lækket til den franske stat i 2008, men blev først med offentliggørelserne kædet sammen med HSBC. 